# 藤丸真世
藤丸真世（1979年4月6日—）是一名日本女子花样游泳运动员。她曾参加了2004年雅典奥林匹克运动会，并在比赛中获得女子花样游泳比赛团体银牌。